# Ochrocladosporium elatum
Ochrocladosporium elatum är en svampart som först beskrevs av Harz, och fick sitt nu gällande namn av Crous & U. Braun 2007. Ochrocladosporium elatum ingår i släktet Ochrocladosporium, ordningen Pleosporales, klassen Dothideomycetes, divisionen sporsäcksvampar och riket svampar.   Inga underarter finns listade i Catalogue of Life.